# ديت

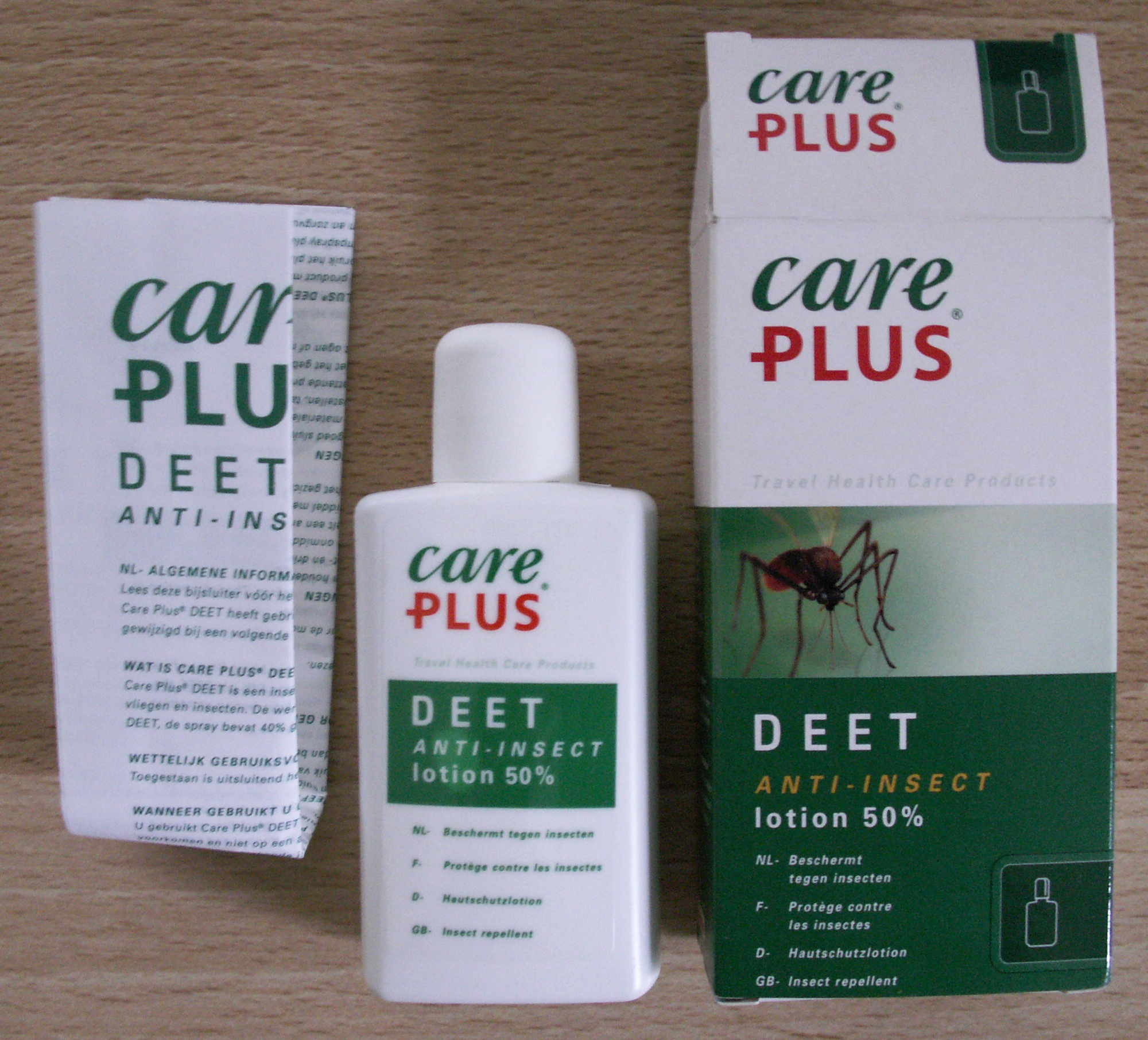
مستحضر يحتوي على ديت

ديت (بالإنجليزية: DEET)‏ أو ن،ن-ثنائي أثيل-ميتا-تولواميد (بالإنجليزية: N,N-Diethyl-meta-toluamide)‏ أو ثنائي أثيل تولواميد (بالإنجليزية: diethyltoluamide)‏ هي أكثر المواد الفعالة شيوعا في طاردات الحشرات.
ديت عبارة عن مادة زيتية صفراء يدهن بها الجلد أو الملابس مما توفر وقاية ضد البعوض والقراد والبراغيث والقذذ (الخطماوات) والعلق والكائنات اللادغة الأخرى.
يمكن لمادة ديت أن تسبب تهيجًا للبشرة إذا وضعت بتركيزات كبيرة أو لفترة طويلة جدًا من الوقت وقد تطور رد فعل شديد عند بعض الأفراد. يوصى باستخدام طارد يحتوي على 30% إلى 50% من ديت للبالغين والأطفال فوق عامين، المواد ذات التركيز الأقل تحتاج إلى وضعها بتكرار على أوقات قصيرة ولكن مفضلة للاطفال الأصغر من عامين والأشخاص ذوي البشرة الحساسة.